# Чемпіонат Європи з футболу 1996 (склади команд)/Чехія

## Складзбірної Чехіїначемпіонаті Європи 1996року
Головний тренер: Душан Угрін 
| №  | Амплуа | Гравець         | Дата народження   | Матчів | Клуб                |
| -- | ------ | --------------- | ----------------- | ------ | ------------------- |
| 1  | В      | Петр Коуба      | 28 листопада 1969 |        | Спарта (Прага)      |
| 2  | П      | Радослав Латал  | 6 січня 1970      |        | Шальке 04           |
| 3  | З      | Ян Сухопарек    | 23 вересня 1969   |        | Славія (Прага)      |
| 4  | П      | Павел Недвед    | 30 серпня 1972    |        | Спарта (Прага)      |
| 5  | З      | Мірослав Кадлец | 22 червня 1964    |        | Кайзерслаутерн      |
| 6  | П      | Вацлав Нємечек  | 25 січня 1967     |        | Серветт             |
| 7  | П      | Їржи Нємец      | 16 травня 1966    |        | Шальке 04           |
| 8  | Н      | Карел Поборскі  | 30 березня 1972   |        | Славія (Прага)      |
| 9  | Н      | Павел Кука      | 9 липня 1968      |        | Кайзерслаутерн      |
| 10 | Н      | Радек Друлак    | 12 січня 1962     |        | Петра (Дрновіце)    |
| 11 | П      | Мартін Фрідек   | 9 березня 1969    |        | Спарта (Прага)      |
| 12 | З      | Любош Кубік     | 20 січня 1964     |        | Петра (Дрновіце)    |
| 13 | П      | Радек Бейбл     | 29 серпня 1972    |        | Славія (Прага)      |
| 14 | П      | Патрік Бергер   | 10 листопада 1973 |        | Боруссія (Дортмунд) |
| 15 | З      | Міхал Горняк    | 28 квітня 1970    |        | Спарта (Прага)      |
| 16 | В      | Павел Срнічек   | 10 березня 1968   |        | Ньюкасл Юнайтед     |
| 17 | Н      | Владімір Шміцер | 24 травня 1973    |        | Славія (Прага)      |
| 18 | Н      | Мартін Котулек  | 11 вересня 1969   |        | Сігма (Оломоуц)     |
| 19 | З      | Карел Рада      | 2 березня 1971    |        | Сігма (Оломоуц)     |
| 20 | П      | Павел Новотний  | 14 вересня 1973   |        | Славія (Прага)      |
| 21 | Н      | Мілан Кербр     | 9 червня 1967     |        | Сігма (Оломоуц)     |
| 22 | В      | Ладіслав Маєр   | 4 січня 1966      |        | Слован (Ліберець)   |
|    |        |                 |                   |        |                     |

| Гравців національного чемпіонату: | Гравців національного чемпіонату: | 15 |
|                                   | Славія (Прага)                    | 5  |
|                                   | Спарта (Прага)                    | 4  |
|                                   | Сігма (Оломоуц)                   | 3  |
|                                   | Петра (Дрновіце)                  | 2  |
|                                   | Слован (Ліберець)                 | 1  |

| Легіонерів: | Легіонерів:       | 7    |
|             | Німеччина         | 5    |
|             | Англія, Швейцарія | по 1 |